# Поттаватомі (округ, Канзас)
Шаблон:StateAbbr_ 39°20′00″ пн. ш. 96°18′00″ зх. д. / 39.3333° пн. ш. 96.3° зх. д.
Округ Поттаватомі (англ. Pottawatomie County) — округ (графство) у штаті Канзас, США. Ідентифікатор округу 20149.

## Історія
Округ утворений 1857 року.

## Демографія
За даними перепису 2000 року загальне населення округу становило 18209 осіб, зокрема міського населення було 4220, а сільського — 13989.
Серед мешканців округу чоловіків було 9011, а жінок — 9198. В окрузі було 6771 домогосподарство, 4931 родини, які мешкали в 7311 будинках.
Середній розмір родини становив 3,15.
Віковий розподіл населення поданий у таблиці:
| Стать    | До 15 років | 15-21 | 22-29 | 30-39 | 40-49 | 50-65 | 65-85 | Понад 85 |
| -------- | ----------- | ----- | ----- | ----- | ----- | ----- | ----- | -------- |
| Чоловіки | 2192        | 964   | 820   | 1235  | 1406  | 1320  | 948   | 126      |
| Жінки    | 2183        | 860   | 760   | 1335  | 1390  | 1293  | 1124  | 253      |

## Суміжні округи
- Маршалл — північ
- Немага — північний схід
- Джексон — схід
- Шоні — південний схід
- Вабонсі — південь
- Райлі — захід

## Виноски
1. ↑  U.S. Decennial Census. United States Census Bureau. Архів оригіналу за 12 травня 2015. Процитовано 28 липня 2014.
2. ↑  Historical Census Browser. University of Virginia Library. Архів оригіналу за 11 серпня 2012. Процитовано 28 липня 2014.
3. ↑  Population of Counties by Decennial Census: 1900 to 1990. United States Census Bureau. Архів оригіналу за 5 червня 2019. Процитовано 28 липня 2014.
4. ↑  Census 2000 PHC-T-4. Ranking Tables for Counties: 1990 and 2000 (PDF). United States Census Bureau. Архів оригіналу (PDF) за 18 грудня 2014. Процитовано 28 липня 2014.
5. ↑  State & County QuickFacts. United States Census Bureau. Архів оригіналу за 27 січня 2016. Процитовано 28 липня 2014.(англ.) Наведено за англійською вікіпедією.
6. ↑  American FactFinder. Бюро перепису населення США. Архів оригіналу за 26 лютого 2012. Процитовано 31 січня 2008.

| США | Це незавершена стаття з географії США. Ви можете допомогти проєкту, виправивши або дописавши її. |